# Derrek Dickey
Derrek Dickey, né le 20 mars 1951 à Cincinnati, dans l'Ohio, décédé le 25 juin 2002 à Sacramento, en Californie, est un ancien joueur américain de basket-ball. Il évolue durant sa carrière au poste d'ailier.

## Palmarès
- Champion NBA 1975